# Shaman giáo

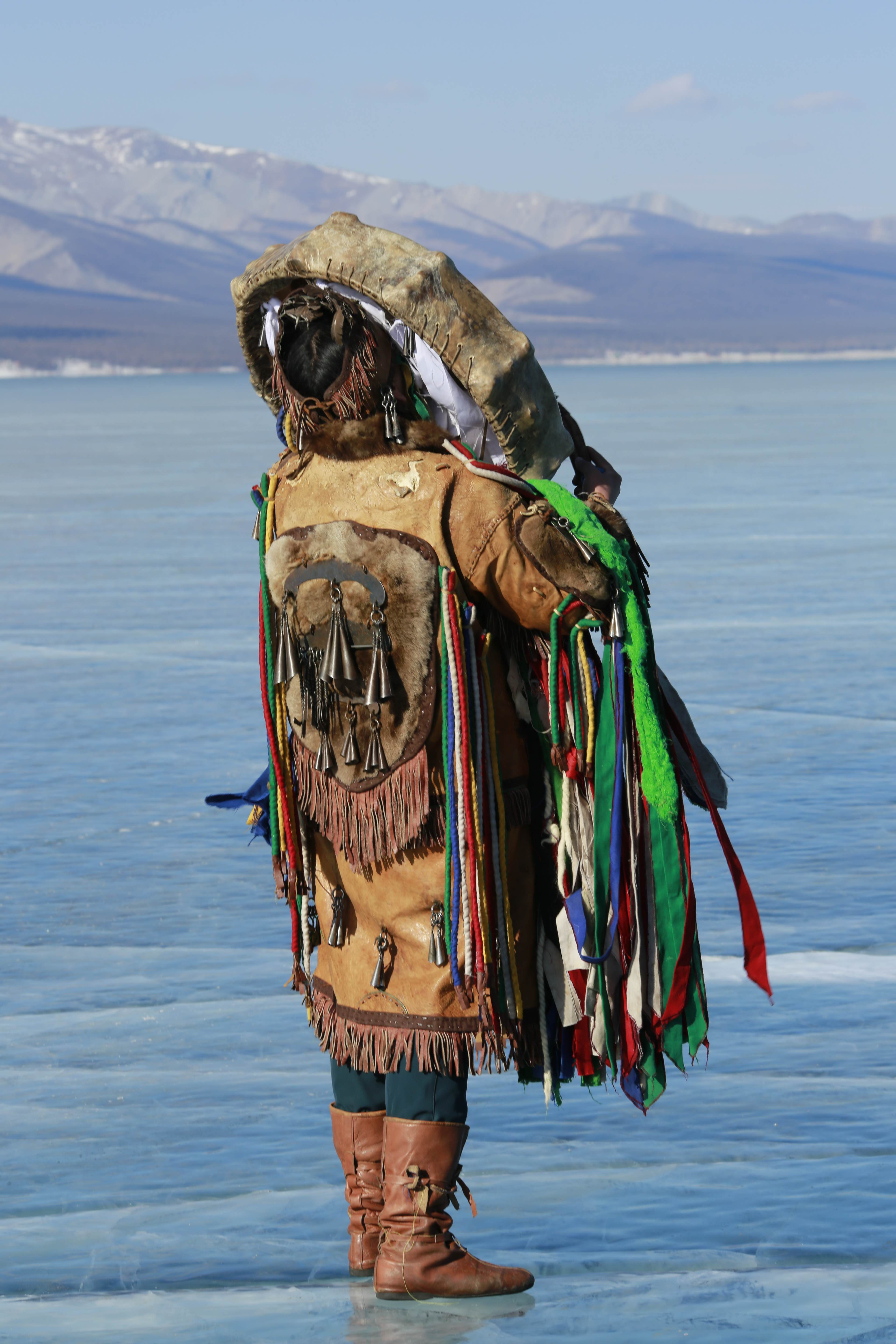
Người làm nghề shaman ở Khovsgol, Mông Cổ.

Shaman giáo hay Saman giáo là một hình thức tín ngưỡng cổ xưa thông qua những người trung gian để giao tiếp với Thần linh, qua đó nhờ Thần linh giúp đỡ những điều mong muốn, truyền đạt ý chí của Thần Linh, họ có nhiệm vụ trông giữ, phụng sự và cúng tế lễ cho Thần Linh. Và những người môi giới hay sứ giả thần linh này được gọi là Thầy tế, Thầy mo, Phù thủy hoặc Pháp sư tùy theo từng nơi. Có thể hiểu Shaman là tín ngưỡng dân gian, có ở tất cả các quốc gia trên thế giới từ thời cổ đại và nguyên thủy nhất của loài người.

## Tổng quan
Từ Shaman bắt nguồn từ chữ Smàn (tế tư) tiếng Tungus. Trong tiếng Phạn là chữ Zramaịa (trong tiếng Pàli là Samaịa, nghĩa là là siêng năng không ngừng), từ chữ gốc là Sam nghĩa là nhảy múa, quay cuồng trong trạng thái hưng phấn.
Shaman giáo là tín ngưỡng bản địa có các vị pháp sư hoặc phù thủy là người mang ý của Thần Linh nơi đó và họ chính là Sứ giả của Thần Linh giúp Thần Linh giao tiếp với tín đồ và người dân. Việt Nam dịch là đạo phù thủy Saman giáo.  Shaman giáo có nhiều yếu tố giống ma thuật nhưng khác ma thuật ở chỗ nếu ma thuật quan niệm tự bản thân người làm ma thuật có một sức mạnh siêu linh thì shaman cho mình là người môi giới, là hình bóng của siêu linh. Saman giáo là một hình thức tôn giáo dùng phù phép, ảo thuật dưa con người vào trạng thái hôn mê để giao tiếp với thần linh, qua đó nhờ thần linh giúp đỡ những điều mình mong muốn.
Chung quy lại thì dù là cách gọi có khác nhau theo từng nơi nhưng ta thấy điểm chung là tôn thờ Thần bản địa, mang tính chất sơ khai, do Tu tế, Thầy mo, Phù thủy, Pháp sư, Ông đồng, Bà đồng, Cô đồng, Cậu đồng,... theo nhiều cách gọi tùy nơi nhưng lại giữ chung vai trò là sứ giả, người đại diện, người hầu cận cho Thần Linh và giúp con người giao tiếp với Thần Linh, truyền đạt ý chí của Thần Linh và thực hiện mong muốn của con người với Thần Linh, khi hành lễ luôn kèm theo hành động nhảy múa và kêu gọi hoặc hát xướng xem như lời chú ngữ để mời thỉnh Thần Linh ứng hiện.
Người làm nghề shaman không cha truyền con nối, chỉ khi được thánh nhập vào sau cơn ốm, được báo mộng thấy phải làm nghề này mới sống,... người đó mới chính thức thành một shaman. Người làm nghề shaman phải có một thánh nhập vào, phải có âm binh (là những thế lực siêu hình thừa lệnh thánh giúp shaman tróc quỷ), có mũ áo, đao kiếm, đồ nghề riêng. khi làm lễ thầy ca hát nhảy múa để thần linh nhập vào thầy hay trống chiêng của thầy. Cũng có thể thầy xuất hồn vào cõi thần. Shaman thường sử dụng ayahusaca để kết nối với vũ trụ, thần linh.
Tín đồ của shaman giáo là những người tin theo và tham gia vào các nghi lễ của shaman giáo.

## Trên thế giới

### Trung Quốc
Shaman nghĩa là ông đồng, Thuật ngữ này lấy từ dân tộc Mãn ở đông bắc Trung Quốc. Đối tượng tôn thờ thường là các vị Thần bản địa có nguồn gốc từ động vật tu Tiên với tên gọi là Địa Tiên như Chuột Tinh, Gà Tinh, Rắn Tinh, Nhím Tinh, Hổ Tinh, Hồ Ly Tinh, Chồn Tinh, Mèo Tinh, Chó Tinh, đôi khi là Mộc Tinh,...Nó rất gần với Vu thuật hay Vu giáo cổ xưa của Trung Quốc.

### Triều Tiên và Hàn Quốc
Ở Triều Tiên cũng có Shaman giáo có nét tương tự như Đạo Mẫu và Vu giáo ở Trung Quốc. Triều Tiên có hình thức hầu đồng liên quan đến tín ngưỡng thờ mẹ tương đồng với Việt Nam.

### Nhật Bản
Ở Nhật Bản thì có hệ thống đền thờ gọi là Thần Xã = [神社] = [じんじゃ] hay Đền Thần theo nghĩa Hán Việt, những vị này cũng được gọi là vu nữ (pháp sư) hay miko là những người thực hiện nghi lễ cúng tế Thần Linh và trên điện thờ là một cái gương đồng với một bài vị có ghi hàng chữ Hán là [大明神] tức là Đại Minh Thần là biểu tượng của thần Mặt Trời cũng tức là Nhật Hoàng Thượng Đế là vị thần tối cao của bầu trời, của ánh sáng và sự sống. Xét cho cùng cũng là mang hàm nghĩa tín ngưỡng bản địa nguyên thủy như Shaman và những vị Pháp sư giữ đền Thần là Sứ giả để truyền đạt ý chí của Thần Linh họ cũng tôn sùng chó và mèo như vị thần Hộ Pháp nơi đền Thần thiêng liêng. Ngoài ra họ còn tôn thờ Mộc Tinh và một số vị Thần Linh khác có nguồn gốc từ động vật tu Tiên tức là Yêu Tinh được tôn làm thần nhờ có công giúp đỡ người dân, hay đôi khi chỉ vì muốn được cầu được sống bình an tại nơi đang sống mà có Yêu Tinh cư ngụ.

### Việt Nam
Ở Việt Nam thì Đạo Mẫu, thờ Trần triều và Thầy mo hay Phù thủy của các dân tộc thiểu số là những hình thức shaman giáo. Hình thức lên đồng Tam phủ, Tứ phủ và thờ Trần triều ở Việt nam là một hình thức Shaman điển hình phát triển và định hình trong xã hội có giai cấp, hấp thu ảnh hưởng Tam giáo, nhất là tư tưởng từ bi của đạo Phật, các hình thức phù chú cúng lễ, hệ thống thần linh của Đạo giáo. Các thầy thống Việt Nam (Đạo giáo Chính Nhất của Việt Nam) cũng còn lưu truyền các phép "đánh đồng thiếp" (vào ngục tìm người thân), "phụ phan", "Thiếp tính Sơn Trang phụ đồng"... để kiều vong người đã mất nhập vào thân nhân.